# آساج ونترس
آساج ونترس (انگلیسی: Asajj Ventress) یک شخصیت در جنگ ستارگان است.

## صداپیشگی
صداپیشگی آساج ونترس توسط گری دلیسل در مینی سریال جنگ‌های کلون در سال ۲۰۰۳ انجام شده‌است و همچنین نیکا فاترمن در انیمیشن جنگ ستارگان: جنگ‌های کلون در سال ۲۰۰۸ و مجموعه تلویزیونی بعدی آن(جنگ ستارگان: جنگ‌های کلون) و بیشتر بازی‌های ویدیویی و سایر انیمیشن‌های او را برعهده داشته‌است.

## مجموعه‌های ظاهر شده
فیلم‌ها و انیمیشن‌های جنگ ستارگان
رمان‌ها
کمیک‌ها
بازی‌های ویدیویی